# استان دوندغوبی
استان دُوندغوبی یا گُبی میانی (به زبان مغولی: Дундговь аймаг، [Dundgovʹ ajmag]؛ ᠳᠤᠮᠳᠠ ᠭᠣᠪᠢ ᠠᠶᠢᠮᠠᠭ، [dumda ɣobi ayimaɣ]) یک استان در کشور مغولستان است.

## خصوصیات
استان دوندغوبی ۷۴٬۶۹۰٫۳۲ کیلومترمربع مساحت و ۴۶٬۶۵۴ نفر جمعیت دارد.

## تقسیمات اداری
استان دوندغوبی دارای ۱۵ شهرستان (سُوم) می‌باشد، که یکی تا از آنان، در درجهٔ «شهر» قرار دارد.
|                                    |                                 |                                     |              |       |  |  |  |  |  |  |
| شهرستان (سُوم)                      | نام مغولی (سیریلیک)             | نام مغولی (خط مغولی)                | جمعیت (۲۰۲۲) | مساحت |  |  |  |  |  |  |
| شهرستان ساین‌چاغان (شهر ماندال‌غوبی) | Сайнцагаан сум (Sajncagaan sum) | ᠰᠠᠶᠢᠨ ᠴᠠᠭᠠᠨ ᠰᠤᠮᠤ (sayin čaɣan sumu) | ۱۶٬۷۹۲       | ۳٬۴۰۶ |  |  |  |  |  |  |